# Nederlandsche Volksmilitie

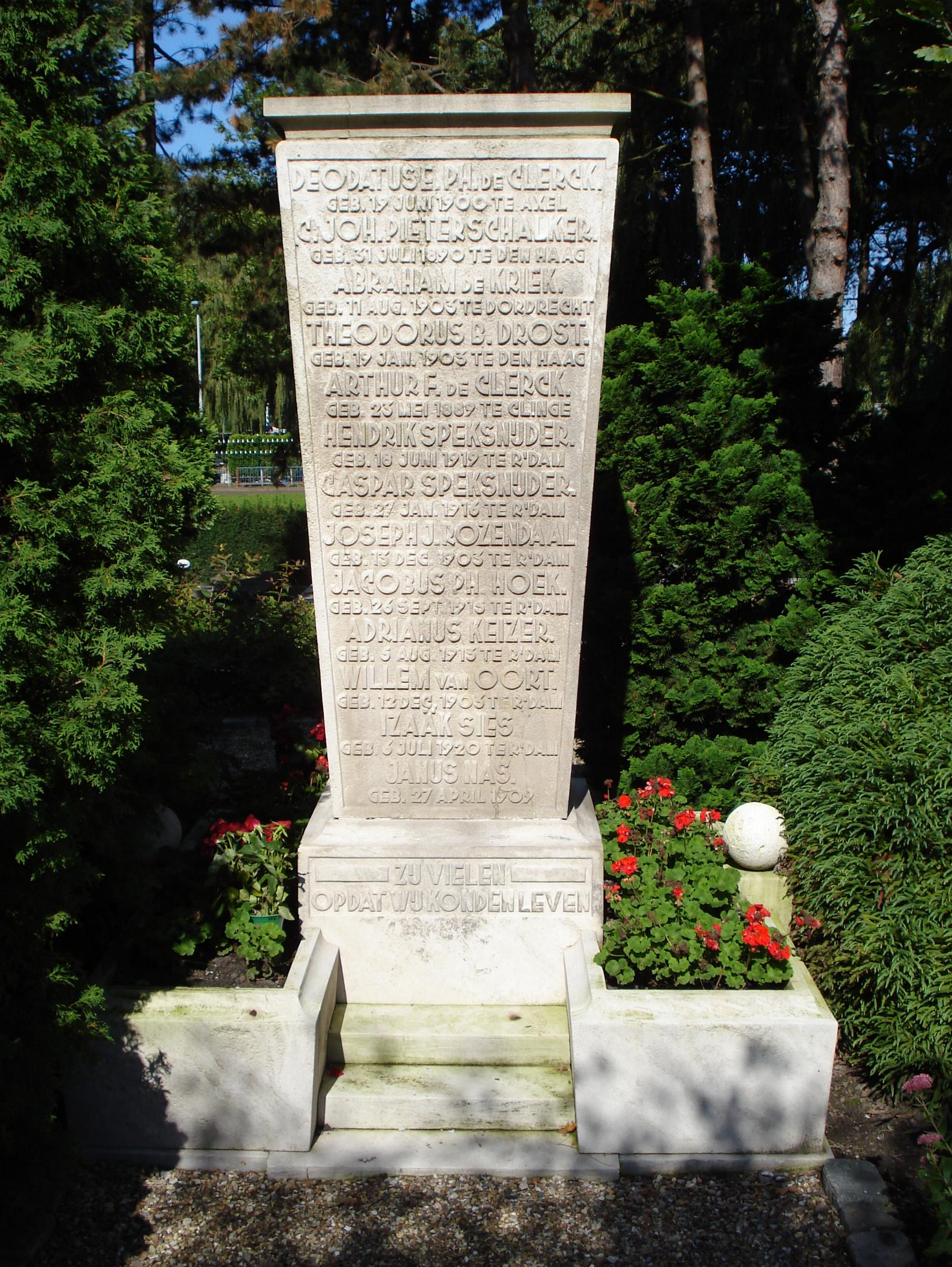
Monument in Rotterdam voor de verzetsgroep Volksmilitie

De Nederlandsche Volksmilitie (NVM) was een communistische verzetsorganisatie die tijdens de Tweede Wereldoorlog vooral actief was in Rotterdam en die zich toelegde op sabotage. De NVM was actief vanaf augustus 1942 en werd in oktober 1942 door de Duitsers opgerold.

## Mislukte spoorwegaanslag
Op 7 augustus 1942 vond in Rotterdam een mislukte aanslag plaats op een trein met Duitse militairen. In de boog van het Luchtspoor tussen de stations Delftsche Poort en Beurs was een explosieve lading aangebracht met de kennelijke bedoeling de trein te laten ontsporen en in de diepte te laten storten. Kort voordat de trein zou passeren fietste echter een baanopzichter langs de rails. Hij raakte een draad waardoor een klein deel van de lading ontplofte en hijzelf zwaargewond raakte. De Duitsers namen de mislukte aanslag hoog op en dreigden met het doodschieten van gijzelaars als de daders niet binnen een week zouden worden opgespoord of zichzelf zouden hebben aangegeven. Zij zetten bovendien zelf een van hun beste mensen - de beruchte agent-provocateur Anton van der Waals - op de zaak. Die leek al snel beet te hebben, maar raakte het spoor toch weer bijster. De daders werden niet gepakt en vijf gijzelaars, Robert Baelde, Christoffel Bennekers, Otto Ernst Gelder graaf van Limburg Stirum, Willem Ruys en Alexander baron Schimmelpenninck van der Oye, werden op 15 augustus gefusilleerd op het landgoed Gorp en Roovert.

## Brandstichting in Den Haag
Op 13 oktober 1942 werd in Den Haag een opslagplaats van de Wehrmacht in brand gestoken. De daders van die actie hadden weten te ontkomen, maar een van hen was door de waakhond gebeten en had zijn fiets moeten achterlaten. Aan de hand van het framenummer wist men bij een fietsenwinkel de naam van de koper van die fiets – Sally Dormits - te achterhalen. De politie wist niet dat Dormits de fiets inmiddels doorverkocht had en dacht daarom dat Dormits een van de brandstichters was. Ze gingen naar zijn woning in Den Haag, maar die had Dormits na een echtscheiding verlaten. Er werd daarom via de radio een landelijk opsporingsbericht voor Dormits verspreid.

## Arrestatie tasjesdief
Op 17 oktober 1942 pakte de politie in Rotterdam een tasjesdief op die, wat de politie uiteraard niet wist, een persoonsbewijs voor zijn Joodse vriendin wilde bemachtigen. Op het bureau schoot de arrestant, die een pistool op zak bleek te hebben, zich een kogel door het hoofd. Onder de papieren die de recherche op hem aantrof waren onder andere een kassabon van een winkel in Rotterdam en een textielkaart op naam van Dormits. Toen de melding bij het hoofdbureau binnenkwam was juist een opsporingsteam van de Haagse politie bij de Rotterdamse politie op bezoek, omdat ze een connectie van Dormits met Rotterdam hadden ontdekt. Een gecombineerd team van de Haagse en Rotterdamse politie begon meteen met het onderzoek.

## Inval hoofdkwartier
De gevonden kassabon leidde de recherche naar een adres in Rotterdam (Bijlwerffstraat 37) waar de betrokken winkelier een bestelling voor Dormits had afgeleverd. Dormits woonde hier onder de schuilnaam Van Gelderen. Er werd naast brandbommen, chemicaliën en stapels van de communistische verzetskrant De Waarheid, ook een uitgebreide administratie gevonden waaruit viel op te maken dat het hier ging om een omvangrijke verzetsorganisatie. De Joodse vriendin van de arrestant, de kapster Saartje van Gigch, die nu ook gevaar liep, ontkwam aan arrestatie in de kapsalon doordat zij koelbloedig een politie-inspecteur wist te misleiden.

## Groot alarm
De vondst in de Rotterdamse woning van Dormits leidde tot de conclusie dat men hier te maken had met de Nederlandsche Volksmilitie (NVM), een verzetsorganisatie die in Rotterdam en soms ook elders in het land actief was. De NVM hield zich voornamelijk bezig met sabotage en zat onder andere achter de mislukte spoorwegaanslag van 7 augustus in Rotterdam.
Dit leidde tot groot alarm bij de politie. Onmiddellijk werd de Sicherheitsdienst (SD) ingeschakeld.

## Fatale administratie
Dormits, de leider van de NVM, ontleende zijn gezag vooral aan de militaire ervaring die hij had opgedaan in een Braziliaanse guerrillabeweging en in de Spaanse Burgeroorlog. Met de risico's die het verzetswerk met zich meebracht ging hij echter lichtvaardig om. Door instructies van Duitse communisten was hij op de hoogte van die risico's, en ook wist hij van de grote aantallen arrestaties onder de communisten in Den Haag en de vele doden die al in 1942 onder de Haagse communisten in de concentratiekampen waren gevallen (bron?). Maar desondanks had hij een uitgebreide zij het gecodeerde administratie met ruim 100 namen bijgehouden. De politie kon de code ter plekke ontcijferen en kon de namen en adressen van de leden van de organisatie lezen.

## Massale arrestaties
De vondst van de ledenadministratie van de NVM in de Rotterdamse woning van Dormits leidde tot een golf van arrestaties in de nacht volgende op zijn zelfmoord. Ruim honderd personen werden meteen opgepakt, waarvan sommigen door de Duitsers zwaar werden mishandeld. Ze moesten vele uren lang doodstil met het hoofd naar de muur staan, praten of het hoofd wenden resulteerde in een klap, zodat het hoofd tot bloedens toe tegen de muur sloeg. Ze mochten niet naar de wc; vrouwen die daardoor hun urine moesten laten lopen werden met hun kleren over de grond gesleurd en zo als dweil gebruikt. De Rotterdamse en Haagse politie waren getuige van de mishandelingen, maar dat weerhield hen niet om de speurtocht fanatiek voort te zetten. Op de dag voor de nacht van de arrestaties waren er overigens bij een andere actie al twee leden van de NVM gearresteerd. Later volgden nog meer arrestaties. In totaal werden 221 mensen gearresteerd. Er zaten een 12-, een 15-, en vier 17-jarigen bij.

## Verraad
Bij de Rotterdamse arrestanten zou een jonge vrouw Martha Korthagen aanwezig zijn geweest, die bij verhoren zou hebben verklaard dat ze eerder bij het bedrijf Hollandia-Kattenburg had gewerkt en daar De Waarheid had gelezen. Ze moest de andere lezers van De Waarheid aanwijzen, het bleken er velen te zijn. De Waarheid-lezers werden gearresteerd. Enkelen werden verdacht bij de NVM betrokken te zijn geweest, waaronder Japie Smeer en Bernard Luza. Zij moesten de actieve communisten aanwijzen. Bij het bedrijf werkten veel Joden. Vanwege hun werkzaamheden voor de Wehrmacht waren zij vrijgesteld van deportatie, de zogenaamde sper-joden. De Duitsers besloten de Joodse werknemers van het bedrijf onmiddellijk te arresteren en samen met hun familieleden naar Westerbork te sturen, 370 werknemers en 470 familieleden. Twee van hen werden in het proces tegen de NVM-leden ter dood veroordeeld en gefusilleerd; of ze echt iets met de NVM te maken hadden zal altijd onduidelijk blijven. De overige personen werden afgevoerd naar Kamp Westerbork en van daaruit doorgestuurd naar kampen in Duitsland. Slechts enkelen zouden de oorlog overleven.
Na de oorlog bleek tijdens het verradersproces tegen Martha Korthagen in september 1948 een andere reconstructie, namelijk dat zij in werkelijkheid een SD-agente was, die ook bij de verhoren (inclusief martelingen) van NVM-ers zoals Elias Dingsdag actief betrokken was.  De vermeende link tussen de NVM en Hollandia-Kattenburg was verzonnen door de Sicherheitsdienst uit interne onvrede over de vrijstellingen voor de zogenaamde sper-joden, waardoor het aantal afgevoerde joden achterbleef bij de verwachtingen van Rauter.
Twee weken na de arrestatie van Dormits ging er een politie-opsporingsbericht voor verscheidene ondergedoken leden van de NVM uit. In dat bericht werd de groep omschreven als een door joden geleide zuiver communistische organisatie. Door dit bericht heeft de groep voor historici een Joods stempel gekregen. De groep bevatte echter 20-25% Joden, terwijl onder de omgekomenen de Joden ongeveer 50% uitmaken.

## Lot arrestanten
Een deel van de arrestanten uit de eerste golf werd weer vrijgelaten; de gepakte Joden werden afgevoerd naar de vernietigingskampen Auschwitz, Sobibór of Majdanek; anderen belandden in concentratiekampen. Veertien personen kregen een langdurige vrijheidsstraf opgelegd en eenentwintig kregen de doodstraf en werden gefusilleerd. Zes anderen werden in eerste instantie ook ter dood veroordeeld, maar kregen gratie. Hun straf werd omgezet in 15 jaar tuchthuis. In de tuchthuizen waren hun overlevingskansen groter dan in de concentratiekampen, waar de ‘lichtere’ gevallen naartoe waren gestuurd. De ironie wil dus dat de ter dood veroordeelden die gratie hadden gekregen, beter af waren dan degenen waartegen de Duitsers meenden onvoldoende bewijs te hebben om tot een veroordeling te komen. Als gevolg van de arrestaties in verband met de NVM zijn 91 personen om het leven gekomen, inclusief twee personen die na terugkeer in Nederland ten gevolge van de doorstane ontberingen alsnog overleden, maar exclusief de slachtoffers onder de gedeporteerde Joodse werknemers van Hollandia-Kattenburg.

## Speksnijder
Henk Speksnijder, een van de leiders van de NVM, werd op 19 januari 1943 gearresteerd. Hierbij werd hij naar de grond gedrukt waarna een Duitse SD'er hem met zijn laars een gebroken kaak trapte. Een Rotterdamse politieman overmeesterde hem definitief. Op het bureau van de SD probeerde Speksnijder hoewel hij geboeid was uit het raam te springen, maar hij bleef met zijn voet achter de sponning haken, zodat hij weer omhoog getrokken kon worden. Vermoedelijk had Speksnijder deze wijze van zelfmoord doorgesproken met Gerrit Kastein, met wie hij nauw samenwerkte. Speksnijder had een aantekening van een ontmoeting op zak. De volgende dag werd hij in Den Haag op de plaats van de afspraak bij station Hollands Spoor neergezet, met een bezemsteel in zijn broekspijpen, zodat hij niet kon vluchten. Zijn neef Caspar Speksnijder liep daardoor in de val. In de kelders van het Binnenhof werd Caspar met een zweep op zijn rug afgeranseld, zodat de rug een bloederige massa was en zijn onderbroek door het vlees gemengd was. Later constateerde Van der Wilt dat zijn anus misvormd was, wat aan de martelingen van Herman Holstege door Ernst Knorr doet denken.

## Wetenswaardigheden
- Naar aanleiding van het succes van het oprollen van de NVM bood de Sicherheitsdienst de politiemannen uit Rotterdam en Den Haag die betrokken waren bij het opsporen een feest aan dat in een enorme zuip- en vreetpartij ontaardde.
- De Rotterdamse politie was zo enthousiast als er weer een joodse communist van de NVM gearresteerd was, dat ze de bladzijden van het rapportenboek, dat ieder bureau had, met de melding van de arrestatie met kleurpotlood en liniaal met koeien van letters NVM kalligrafisch versierden.

## Omgekomenen
In onderstaande lijst staan de omgekomenen ten gevolge van de arrestaties van de NVM. De lijst is inclusief meegearresteerde gezinsleden en de arrestanten bij Hollandia-Kattenburg die in het NVM-proces werden betrokken.
| Arrestatiedatum     | Achternaam            | Voornamen            | Overlijdensdatum  | Overlijdensplaats |
| ------------------- | --------------------- | -------------------- | ----------------- | ----------------- |
| 17 oktober 1942     | Dormits               | Samuel Zacharias     | 17 oktober 1942   | Rotterdam         |
| 17 oktober 1942     | Drost                 | Theodorus Bernhardus | 29 december 1942  | Leusden           |
| 18 oktober 1942     | Blazer                | Samuel               | 30 april 1944     | Auschwitz         |
| 18 oktober 1942     | Boezaart              | Johannes Jacobus     | 24 oktober 1944   | Dachau            |
| 18 oktober 1942     | Brink, ten            | Bertha Jeannette     | 7 december 1942   | Auschwitz         |
| 18 oktober 1942     | Broekhoven            | Cornelis Antonius    | 29 juli 1944      | Natzweiler        |
| 18 oktober 1942     | Bruijn, de            | Leonardus            | 19 december 1944  | Gusen             |
| 18 oktober 1942     | Buren, van            | Mozes                | 30 april 1943     | Auschwitz         |
| 18 oktober 1942     | Dijk, van             | Louis                | 1 februari 1943   | Auschwitz         |
| 18 oktober 1942     | Emmerij               | Louis Johan Hendrik  | 4 mei 1945        | Dachau            |
| 18 oktober 1942     | Gils, van             | Hendrik              | 1 maart 1945      | Waldheim          |
| 18 oktober 1942     | Grevel                | Adrianus Cornelis    | 14 december 1944  | Neuengamme        |
| 18 oktober 1942     | Hamer, van de         | Kornelis             | 7 december 1944   | Neuengamme        |
| 18 oktober 1942     | Harpman               | Louis                | 4 juni 1943       | Sobibor           |
| 18 oktober 1942     | Hemmes                | Hendrik              | 31 december 1944  | Stutthof          |
| 18 oktober 1942     | Hoeder                | Pieter Johannes      | 28 december 1944  | Gusen             |
| 18 oktober 1942     | Jongh, de             | Willem Karel         | 29 december 1942  | Leusden           |
| 18 oktober 1942     | Kaspers               | Klaas                | 29 december 1942  | Leusden           |
| 18 oktober 1942     | Kleef, van            | Johannes             | 2 december 1944   | Dachau            |
| 18 oktober 1942     | Leeuwen, van          | Eliazar              | 14 januari 1943   | Auschwitz         |
| 18 oktober 1942     | Leeuwen, van          | Hendrik              | 9 april 1943      | Sobibor           |
| 18 oktober 1942     | Ligtlijf              | Johannes             | 22 februari 1945  | Neuengamme        |
| 18 oktober 1942     | Muije                 | Hendrik              | 29 december 1942  | Leusden           |
| 18 oktober 1942     | Muntz                 | Jacob                | 18 februari 1943  | Vught             |
| 18 oktober 1942     | Muntz                 | Marinus              | 14 juni 1944      | Natzweiler        |
| 18 oktober 1942     | Nederlof              | Jan Dirk             | 8 april 1943      | Leusden           |
| 18 oktober 1942     | Post                  | Adrianus             | 21 april 1944     | Natzweiler        |
| 18 oktober 1942     | Post                  | Johannes Leendert    | 12 maart 1945     | Rotterdam         |
| 18 oktober 1942     | Ridder, de            | Johannes Theodorus   | 8 juni 1944       | Natzweiler        |
| 18 oktober 1942     | Ruiter, de            | Willem               | 29 december 1942  | Leusden           |
| 18 oktober 1942     | Speksnijder           | Jacobus Gerrit       | 31 maart 1945     | Dachau            |
| 18 oktober 1942     | Speksnijder           | Marinus              | 22 augustus 1944  | Erzingen          |
| 18 oktober 1942     | Suesan                | Josef                | 28 februari 1943  | Auschwitz         |
| 18 oktober 1942     | Suesan                | Juda                 | 7 december 1942   | Auschwitz         |
| 18 oktober 1942     | Suesan-Jacobs         | Rachel               | 7 december 1942   | Auschwitz         |
| 18 oktober 1942     | Vlieger               | Willem               | 1 februari 1945   | Neuengamme        |
| 18 oktober 1942     | Vogel                 | Jacobus              | 12 mei 1944       | Natzweiler        |
| 18 oktober 1942     | Wal, van der          | Marinus              | 17 februari 1946  | Bloemendaal       |
| 18 oktober 1942     | Wolff, de             | Samuel               | 30 april 1944     | Auschwitz         |
| 19 oktober 1942     | Boonstoppel           | Boote Christiaan     | 6 mei 1945        | Sandbostel        |
| 19 oktober 1942     | Gigch, van            | Asser                | 14 januari 1943   | Auschwitz         |
| 19 oktober 1942     | Gigch, van            | Salomon Joël         | 30 april 1943     | Auschwitz         |
| 19 oktober 1942     | Rulo                  | Franciscus Martinus  | 12 december 1944  | Neuengamme        |
| 19 oktober 1942     | Vos                   | Mozes                | 9 april 1943      | Sobibor           |
| 20 oktober 1942     | Zutphen, van          | Andries              | 8 april 1943      | Leusden           |
| 21 oktober 1942     | Mendels               | Sander               | 26 maart 1943     | Sobibor           |
| 21 oktober 1942     | Mendels-Juliard       | Jaantje              | 26 maart 1943     | Sobibor           |
| 23/27 oktober 1942  | Kraats, van der       | Cornelis             | 14 juli 1943      | Leusden           |
| 23/27 oktober 1942  | Sterre, van der       | Jacobus              | 17 januari 1945   | Dachau            |
| 26 oktober 1942     | Geuvers               | Bernard Eduard       | 23 mei 1945       | Allach            |
| 27 oktober 1942     | Waas                  | Elias                | 5 februari 1943   | Leusden           |
| 29 oktober 1942     | Sies                  | Izaak                | 29 december 1942  | Leusden           |
| 29 oktober 1942     | Velleman              | Samuel               | 14 januari 1943   | Auschwitz         |
| 30 oktober 1942     | Haas, de              | Bernard Daniël       | 24 januari 1945   | Rotterdam         |
| 30 oktober 1942     | Vrijburg-Schuijl      | Anna Theodora        | 3 februari 1944   | Ravensbrück       |
| 2 november 1942     | Sloof                 | Hendrikus            | 17 februari 1945  | Dachau            |
| 11 november 1942    | Coppenhagen           | Mozes                | 30 november 1943  | Majdanek          |
| 11 november 1942    | Coppenhagen           | Pinehas Joseph       | 30 april 1943     | Auschwitz         |
| 11 november 1942    | Coppenhagen           | Salomon              | 30 april 1943     | Auschwitz         |
| 11 november 1942    | Coppenhagen-Koopman   | Sofie                | 14 januari 1943   | Auschwitz         |
| 11 november 1942    | Gompertz              | Nathan               | 21 januari 1943   | Auschwitz         |
| 11 november 1942    | Groenteman            | Rebecca              | 21 januari 1943   | Auschwitz         |
| 11 november 1942    | Hiegentlich           | Hermann              | 30 april 1943     | Auschwitz         |
| 11 november 1942    | Italiaander           | Leendert             | 21 januari 1943   | Auschwitz         |
| 11 november 1942    | Konijn                | Mijer                | 15 februari 1943  | onbekend          |
| 11 november 1942    | Merzbach-Spier        | Jenny                | 17 september 1943 | Auschwitz         |
| 11 november 1942    | Oosten, van           | Abraham              | 21 januari 1943   | Auschwitz         |
| 11 november 1942    | Parreira              | Leo                  | 30 april 1943     | Auschwitz         |
| 11 november 1942    | Slager                | Bernard              | 16 juli 1943      | Sobibor           |
| 11 november 1942    | Smeer                 | Jacob                | 28 mei 1943       | Sobibor           |
| 11 november 1942    | Swaab                 | Aaron                | 21 januari 1943   | Auschwitz         |
| 12 november 1942    | Bastian               | Cornelis             | 31 juli 1946      | Rotterdam         |
| 12 november 1942    | Luza                  | Bernard              | 15 februari 1943  | Waalsdorpervlakte |
| 15 november 1942    | Gossels               | Leonard              | 21 januari 1943   | Auschwitz         |
| 15 november 1942    | Pierôt                | Frederika Amalia     | 7 maart 1945      | Mauthausen        |
| 18 november 1942    | Kleef, van            | Hendrik              | 8 maart 1943      | Leusden           |
| 19 november 1942    | Breur                 | Krijn Martinus       | 5 februari 1943   | Leusden           |
| 22 november 1942    | Dormits-Hartog        | Annette Mary         | 27 augustus 1943  | Auschwitz         |
| 23/24 november 1942 | Lezer                 | Noach                | 17 februari 1943  | Auschwitz         |
| 6 december 1942     | Bruijn, de            | Dirk                 | 10 januari 1945   | Mauthausen        |
| 6 december 1942     | Holleman              | Cornelis             | 11 maart 1943     | Leusden           |
| 10 januari 1943     | Speksnijder           | Caspar               | 14 juli 1943      | Leusden           |
| 12 januari 1943     | Burger, den           | Hendrikus            | 24 april 1945     | Neuengamme        |
| 18 januari 1943     | Vleeschhouwer         | Jacob                | 14 juli 1943      | Leusden           |
| 19 januari 1943     | Speksnijder           | Hendrik              | 14 juli 1943      | Leusden           |
| 17 maart 1943       | Bergen-Van Gigch, van | Saartje              | 9 juli 1943       | Sobibor           |
|                     | Florijn               | Jacobus              | 14 juli 1943      | Leusden           |
|                     | Haan                  | Johannis             | 19 april 1945     | Dachau            |
|                     | Hoek                  | Jacobus Philippus    | 29 december 1942  | Leusden           |
|                     | Meijer                | Karel                | 14 juli 1943      | Leusden           |
|                     | Slier                 | Debora               | 21 januari 1943   | Auschwitz         |